# وان وایت آیاکون
وان وایت آیاکون (انگلیسی: Wan Waithayakon; ۲۵ اوت ۱۸۹۱ – ۵ سپتامبر ۱۹۷۶) دیپلمات، و سیاستمدار اهل تایلند بود.
وی همچنین برندهٔ جوایزی همچون نشان خاندان سلطنتی چاکری شده‌است.